# Denil Maldonado
Denil Omar Maldonado Munguía (Tegucigalpa, Departamento de Francisco Morazán, Honduras; 26 de mayo de 1998) es un futbolista hondureño que se desempeña en la posición de defensa central y actualmente juega en el F. C. Rubín Kazán de la Liga Premier de Rusia.

## Trayectoria

### Motagua
Se formó en las divisiones menores del Motagua. Debutó profesionalmente el 6 de septiembre de 2015, contra Real Sociedad en el Estadio Nacional, durante un encuentro válido por la séptima fecha del Torneo Apertura 2015 que concluyó con derrota de 4 a 2. Esa tarde, Diego Martín Vásquez, director técnico del club «azul», decidió alinear a Maldonado como acompañante de Júnior Izaguirre y Marcelo Pereira en la zaga central y, a la vez, como reemplazo de Henry Figueroa, quien se encontraba concentrado con la selección nacional.
El 4 de noviembre de 2015, volvió a ser titular con Motagua, en esta ocasión durante un encuentro correspondiente a los dieciseisavos de final de la Copa de Honduras 2015-16, donde el «azul profundo», con cierta polémica, se impuso ante Independiente de Cantarranas con resultado de 1 a 0. El 17 de febrero de 2016, jugó su tercer partido oficial con la camiseta de Motagua, durante el juego de ida de los cuartos de final de la Copa de Honduras 2015-16, donde los «azules» empataron a cero goles contra Juticalpa en el Estadio Juan Ramón Brevé Vargas.
Sus siguientes dos temporadas con los «azules» fueron irregulares. Apenas jugó dos partidos del Torneo Apertura 2016, en el cual Motagua conquistó el título contra Platense, y otros dos del Torneo Clausura 2017, donde el «ciclón azul» se consagró bicampeón del fútbol hondureño tras imponerse categóricamente ante Honduras Progreso. En el Apertura 2017, no miró acción en ninguno de los 22 juegos que Motagua disputó durante ese torneo.
El 27 de febrero de 2018, durante el juego de vuelta de los octavos de final de la Liga de Campeones de la Concacaf 2018, en el cual Motagua visitó al Tijuana de México, Maldonado sorpresivamente alineó como titular luego de un año sin participación con el primer equipo. El joven futbolista no decepcionó y tuvo un aceptable rendimiento ante el cuadro mexicano. Lamentablemente, Motagua empató el juego 1 a 1 y, tras la derrota de 1 a 0 sufrida en el juego de ida (global de 2 a 1), no accedió a los cuartos de final. El 29 de abril de 2018, en el juego de ida de las semifinales del Torneo Clausura 2018, jugó su primer superclásico ante Olimpia, el cual finalizó con empate de 0 a 0.
El 21 de mayo de 2018, se anunció un interés por parte del San Jose Earthquakes de la Major League Soccer en hacerse de los derechos deportivos de Maldonado, sin embargo, las negociaciones no avanzaron como se esperaba. Un mes después, el 18 de junio de 2018, Motagua anunció la renovación de su contrato hasta 2021 y estableció una cláusula de rescisión por 1 millón de dólares.
Para la temporada 2018-19, Maldonado finalmente comenzó a hacerse de un puesto titular en el Motagua. El 12 de agosto de 2018, durante la tercera fecha del Torneo Apertura 2018 (victoria de 1 a 0 sobre Real España), jugó su primer partido de la temporada y compartió la zaga central con Juan Pablo Montes y Henry Figueroa. Su primer gol profesional lo anotó el 2 de diciembre de 2018, contra Platense, durante el juego de vuelta de las semifinales del Torneo Apertura 2018, donde fue autor de la segunda anotación azul en el triunfo de 3 a 1, resultado que le dio a Motagua el pase a la final de ese torneo, donde superó a su acérrimo rival, Olimpia, y, de esa forma, conquistó el título dieciséis en su historia.

### Pachuca
El 17 de enero de 2020, se confirmó su fichaje a préstamo por el Pachuca de la Primera División de México. Previo a su llegada a los «tuzos», Maldonado también recibió ofertas desde la Major League Soccer, específicamente de los clubes Nashville SC y Orlando City SC. El 28 de enero de 2020, realizó su debut oficial durante un encuentro contra Venados correspondiente a los octavos de final de la Copa México 2019-20. El resultado fue un 3-1 favorable a Pachuca.

## Selección nacional

### Selecciones menores
El 18 de septiembre de 2015, se anunció que había sido convocado para disputar la Copa Mundial de Fútbol Sub-17 de 2015 en Chile. En esa competición, Honduras integró el Grupo D junto con Malí, Bélgica y Ecuador. El 21 de octubre de 2015, Maldonado hizo su debut en dicha competición, durante el encuentro contra Bélgica que se perdió con resultado 2 a 1. Jugó su segundo y último partido el 24 de octubre de 2015, contra Malí, en la derrota por 3 a 0.
Tras una destacada actuación en el Campeonato Sub-20 de la Concacaf de 2017, el 5 de mayo de 2017 fue incluido en la lista de 21 jugadores convocados para disputar la Copa Mundial de Fútbol Sub-20 de 2017 en Corea del Sur. La selección de Honduras conformó, junto con Francia, Nueva Zelanda y Vietnam, el Grupo E de dicha justa mundialista. El 22 de mayo de 2017, Honduras debutó ante Francia (derrota de 3 a 0). Tres días después, el 25 de mayo de 2017, Honduras se midió ante Nueva Zelanda (derrota de 3 a 1). Finalmente, el 28 de mayo de 2017, en el último encuentro, Honduras consiguió derrotar a Vietnam (con resultado de 2 a 0). Maldonado jugó los tres partidos como titular.
El 10 de julio de 2018, se anunció que Carlos Tábora lo había convocado para disputar los XXIII Juegos Centroamericanos y del Caribe en Barranquilla, Colombia. También fue convocado por Fabián Coito para disputar los Juegos Panamericanos 2019, en los cuales la selección hondureña sub-23 se quedó con la medalla de plata tras caer derrotada ante Argentina en la final.

### Selección absoluta
El 28 de mayo de 2019, se anunció su primera convocatoria a la Selección de Honduras para enfrentar en juegos amistosos a Brasil y Paraguay. Posteriormente, el 6 de junio de 2019, recibió su convocatoria para disputar la Copa de Oro 2019, en la cual no tuvo participación. Su debut con la selección absoluta se produjo el 5 de septiembre de 2019, contra la selección de Puerto Rico, durante un encuentro que finalizó con victoria de 4-0.

### Participaciones en selección nacional
| Competición                               | Categoría                           | Sede                                  | Resultado                           | Partidos | Goles |
| ----------------------------------------- | ----------------------------------- | ------------------------------------- | ----------------------------------- | -------- | ----- |
| Campeonato Sub-17 2015                    | Sub-17                              | Honduras                              | Subcampeón                          | 2        | 0     |
| Copa Mundial Sub-17 2015                  | Sub-17                              | Chile                                 | Primera fase                        | 2        | 0     |
| Campeonato Sub-20 2017                    | Sub-20                              | Costa Rica                            | Subcampeón                          | 6        | 1     |
| Copa Mundial Sub-20 2017                  | Sub-20                              | Corea del Sur                         | Primesa fase                        | 3        | 0     |
| Juegos Centroamericanos y del Caribe 2018 | Sub-20                              | Barranquilla                          | Primera fase                        | 5        | 1     |
| Juegos Panamericanos 2019                 | Sub-23                              | Lima                                  | Medalla de Plata                    | 5        | 1     |
| Copa Oro 2019                             | Absoluta                            | Costa Rica · Estados Unidos · Jamaica | Primera Fase                        | 0        | 0     |
| Liga de Naciones Concacaf 2019-20         | Absoluta                            | Concacaf                              | Tercer lugar                        | 2        | 0     |
| Preolímpico Concacaf 2020                 | Sub-23                              | Guadalajara                           | Subcampeón                          | 5        | 1     |
| Juegos Olímpicos 2020                     | Sub-23                              | Japón                                 | Primesa fase                        | 3        | 0     |
| Eliminatorias Mundialistas Catar 2022     | Absoluta                            | Concacaf                              | Octogonal final                     | 10       | 0     |
| Total parcial en selección nacional       | Total parcial en selección nacional | Total parcial en selección nacional   | Total parcial en selección nacional | 43       | 4     |

## Estadísticas

### Clubes
| Club | Temporada           | Div.                | Liga  | Liga  | Copas Nacionales(1) | Copas Nacionales(1) | Copas Internacionales(2) | Copas Internacionales(2) | Total | Total |
| Club | Temporada           | Div.                | Part. | Goles | Part.               | Goles               | Part.                    | Goles                    | Part. | Goles |
| --- | ------------------- | ------------------- | ----- | ----- | ------------------- | ------------------- | ------------------------ | ------------------------ | ----- | ----- |
| F. C. Motagua Honduras |                     |                     |       |       |                     |                     |                          |                          |       |       |
| 2015-16 | 1.ª                 | 1                   | 0     | 2     | 0                   | 0                   | 0                        | 3                        | 0     |       |
| 2016-17 | 1.ª                 | 4                   | 0     | 0     | 0                   | —                   | —                        | 4                        | 0     |       |
| 2017-18 | 1.ª                 | 2                   | 0     | 0     | 0                   | 1                   | 0                        | 3                        | 0     |       |
| 2018-19 | 1.ª                 | 42                  | 1     | 0     | 0                   | 7                   | 0                        | 49                       | 1     |       |
| 2019-20 | 1.ª                 | 11                  | 1     | 0     | 0                   | 8                   | 1                        | 19                       | 2     |       |
| Total | Total               | 60                  | 2     | 2     | 0                   | 16                  | 1                        | 78                       | 3     |       |
| C. F. Pachuca · México |                     |                     |       |       |                     |                     |                          |                          |       |       |
| 2019-20 | 1.ª                 | 0                   | 0     | 3     | 0                   | —                   | —                        | 3                        | 0     |       |
| Total | Total               | 0                   | 0     | 3     | 0                   | 0                   | 0                        | 3                        | 0     |       |
| Everton de Viña del Mar · Chile |                     |                     |       |       |                     |                     |                          |                          |       |       |
| 2020 | 1.ª                 | 4                   | 0     | 0     | 0                   | —                   | —                        | 4                        | 0     |       |
| 2021 | 1.ª                 | 15                  | 1     | 2     | 0                   | —                   | —                        | 17                       | 1     |       |
| Total | Total               | 19                  | 1     | 2     | 0                   | 0                   | 0                        | 21                       | 1     |       |
| F. C. Motagua Honduras |                     |                     |       |       |                     |                     |                          |                          |       |       |
| 2021-22 | 1.ª                 | 20                  | 1     | —     | —                   | 2                   | 0                        | 22                       | 1     |       |
| 2022-23 | 1.ª                 | 19                  | 1     | —     | —                   | 5                   | 0                        | 24                       | 1     |       |
| Total | Total               | 39                  | 2     | 0     | 0                   | 7                   | 0                        | 46                       | 2     |       |
| Los Ángeles F. C. Estados Unidos |                     |                     |       |       |                     |                     |                          |                          |       |       |
| 2023 | 1.ª                 | 21                  | 1     | 0     | 0                   | 4                   | 0                        | 25                       | 1     |       |
| Total | Total               | 21                  | 1     | 0     | 0                   | 4                   | 0                        | 25                       | 1     |       |
| Universitatea Craiova S. C. · Rumania |                     |                     |       |       |                     |                     |                          |                          |       |       |
| 2023-24 | 1.ª                 | 13                  | 2     | 1     | 0                   | 0                   | 0                        | 14                       | 2     |       |
| 2024-25 | 1.ª                 | 35                  | 4     | 2     | 0                   | 1                   | 0                        | 38                       | 4     |       |
| Total | Total               | 48                  | 6     | 3     | 0                   | 1                   | 0                        | 52                       | 6     |       |
| Total en su carrera | Total en su carrera | Total en su carrera | 187   | 12    | 10                  | 0                   | 28                       | 1                        | 225   | 13    |
| (1)Incluye datos de la Copa de Honduras (2015-18), Copa de México (2019-20), Copa Chile (2020-21). (2)Incluye datos de la Liga de Campeones de la Concacaf (2015-22) y Liga Concacaf (2018-22). |                     |                     |       |       |                     |                     |                          |                          |       |       |

### Selección nacional
Actualizado al último partido jugado el 27 de marzo de 2022.
| 1.  | 5 de septiembre de 2019  | Estadio Nacional, Tegucigalpa, Honduras                       | Puerto Rico       | 4–0 |  | Amistoso                 |
| 2.  | 10 de septiembre de 2019 | Estadio Olímpico Metropolitano, San Pedro Sula, Honduras      | Chile             | 2–1 |  | Amistoso                 |
| 3.  | 13 de octubre de 2019    | Estadio Olímpico Metropolitano, San Pedro Sula, Honduras      | Martinica         | 1–0 |  | Liga de Naciones 2019-20 |
| 4.  | 17 de noviembre de 2019  | Estadio Olímpico Metropolitano, San Pedro Sula, Honduras      | Trinidad y Tobago | 4–0 |  | Liga de Naciones 2019-20 |
| 5.  | 15 de noviembre de 2020  | Estadio Doroteo Guamuch Flores, Ciudad de Guatemala, Honduras | Guatemala         | 1–2 |  | Amistoso                 |
| 6.  | 7 de octubre de 2021     | Estadio Olímpico Metropolitano, San Pedro Sula, Honduras      | Costa Rica        | 0–0 |  | Eliminatorias Catar 2022 |
| 7.  | 10 de octubre de 2021    | Estadio Azteca, Ciudad de México, México                      | México            | 0–3 |  | Eliminatorias Catar 2022 |
| 8.  | 13 de octubre de 2021    | Estadio Olímpico Metropolitano, San Pedro Sula, Honduras      | Jamaica           | 0–2 |  | Eliminatorias Catar 2022 |
| 9.  | 16 de noviembre de 2021  | Estadio Nacional, San José, Costa Rica                        | Costa Rica        | 1–2 |  | Eliminatorias Catar 2022 |
| 10. | 16 de enero de 2022      | DRV PNK Stadium, Fort Lauderdale, Estados Unidos              | Colombia          | 1–2 |  | Amistoso                 |
| 11. | 27 de enero de 2022      | Estadio Olímpico Metropolitano, San Pedro Sula, Honduras      | Canadá            | 0–2 |  | Eliminatorias Catar 2022 |
| 12. | 30 de enero de 2022      | Estadio Olímpico Metropolitano, San Pedro Sula, Honduras      | El Salvador       | 0–2 |  | Eliminatorias Catar 2022 |
| 13. | 2 de febrero de 2002     | Allianz Field, Saint Paul, Estados Unidos                     | Estados Unidos    | 0–3 |  | Eliminatorias Catar 2022 |
| 14. | 24 de marzo de 2022      | Estadio Rommel Fernández, Ciudad de Panamá, Panamá            | Panamá            | 1–1 |  | Eliminatorias Catar 2022 |
| 15. | 27 de marzo de 2022      | Estadio Olímpico Metropolitano, San Pedro Sula, Honduras      | México            | 0–1 |  | Eliminatorias Catar 2022 |

### Resumen estadístico
| Competición           | Partidos | Goles | Promedio |
| --------------------- | -------- | ----- | -------- |
| Liga                  | 97       | 4     | 0.04     |
| Copas Nacionales      | 7        | 0     | 0        |
| Copas Internacionales | 18       | 1     | 0.06     |
| Selección de Honduras | 15       | 0     | 0        |
| Total                 | 137      | 5     | 0.04     |

## Palmarés

### Campeonatos nacionales
| Campeonato            | Club          | País     | Año  |
| --------------------- | ------------- | -------- | ---- |
| Torneo Apertura       | F. C. Motagua | Honduras | 2016 |
| Torneo Clausura       | F. C. Motagua | Honduras | 2017 |
| Supercopa de Honduras | F. C. Motagua | Honduras | 2017 |
| Torneo Apertura       | F. C. Motagua | Honduras | 2018 |
| Torneo Clausura       | F. C. Motagua | Honduras | 2019 |
| Torneo Clausura       | F. C. Motagua | Honduras | 2022 |